# Croton subdioecus
Espèce
Croton subdioecus est une espèce de plantes à fleurs du genre Croton et de la famille des Euphorbiaceae, présente au nord de l'Argentine.
Il a pour synonyme :
- Oxydectes subdioeca, (K.Schum.) Kuntze